# Дом под орлом
Дом под орлом, другой вариант — Бетмановский дом (пол. Kamienica Pod Orłem, Kamienica Kromerowska) — архитектурный памятник, находящийся на Главной рыночной площади, 45 в краковском районе Старый город, Польша. Здание внесено в реестр охраняемых памятников Малопольского воеводства.
Дом был построен в XIV веке. С 1544 года принадлежал Бартоломею Кромеру, который был братом польского летописца Марцина Кромера. На партере и втором этаже сохранились оригинальные деревянные кессонные потолки в стиле ренессанс.
В XVI и XVIII веках дом был перестроен. В 1775 году в доме проживал Тадеуш Костюшко. В 1892 году на стен здания была укреплена мемориальная табличка, информирующая о проживании в доме Тадеуша Костюшко. Эта табличка создана польским скульптором Владиславом Элиаш-Радзиковским. Эта табличка была уничтожена немцами во время оккупации Кракова. Новая мемориальная табличка была установлена в 1946 году.
Последнюю перестройку в XIX веке совершил польский архитектор Владислав Экельский, который изменил фасад здания. Скульптуру феникса создал польский художник Станислав Выспяньский.
В 1965 году здание было внесено в реестр памятников культуры Малопольского воеводства (№ А-173).